# Амулій

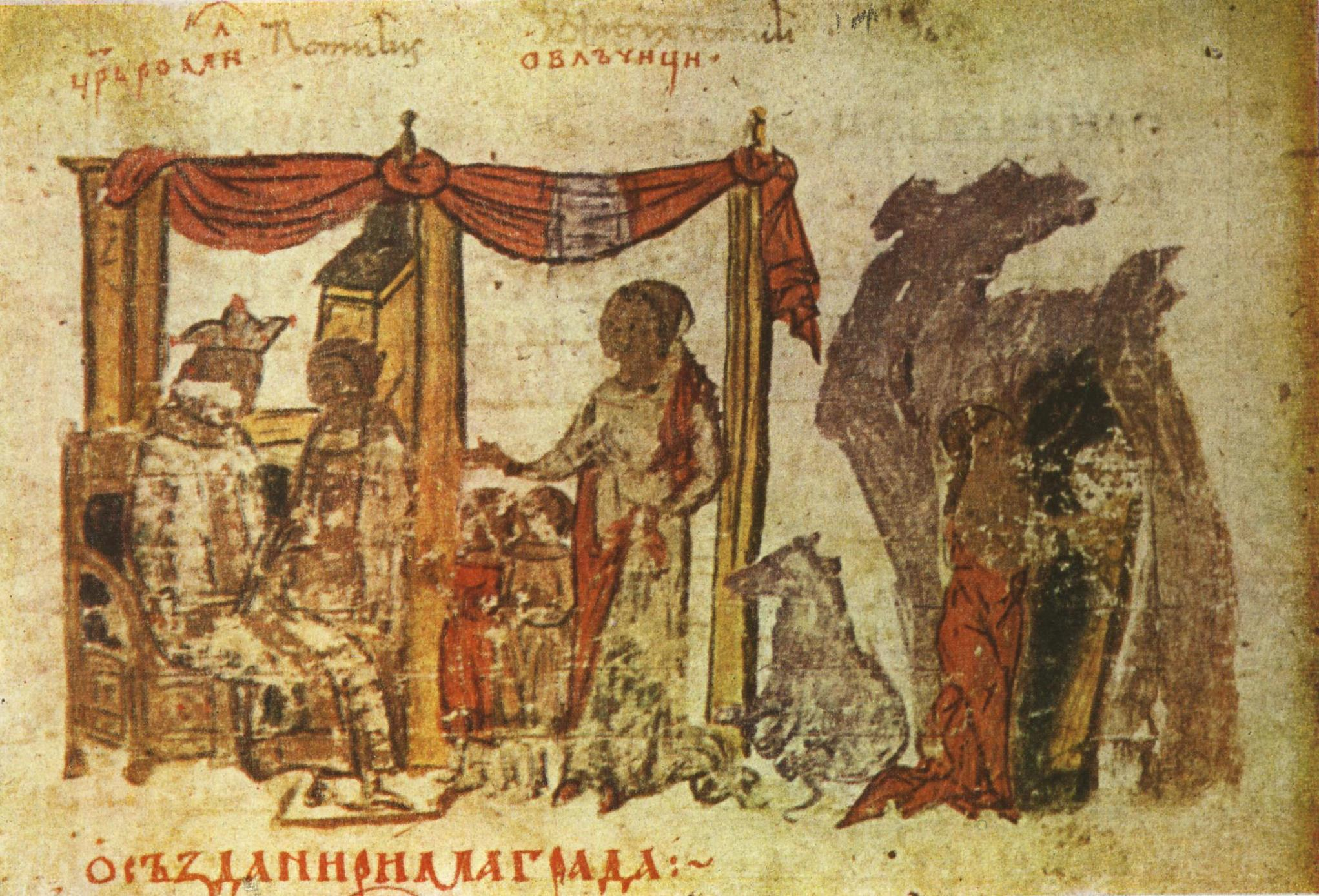
Мініатюра Костянтина Манасія зображує зґвалтування Амулієм його племінниці Іллії (XIV ст.)

Амулій у римській міфології був царем Альба-Лонги, який замовив смерть своїх дітей, внучатих племінників-близнюків Ромула та Рема. Він був скинутий і вбитий ними після того, як вони вижили і стали повнолітніми.
Амулій був братом і узурпатором Нумітора, сином Прока . Вважалося, що він правив за 42 роки до своєї смерті (794—752 рр. до н. е.). Його брат був царем, але Амулій скинув його, убив його сина і зайняв трон. Він змусив Рею Сільвію, дочку Нумітора, стати весталкою, жрицею Вести, щоб вона ніколи не народила синів, які могли б повалити його. Однак вона була зґвалтована або спокушена богом Марсом, в результаті чого народилися близнюки. Рею кинули до в'язниці, а її синів наказали кинути в річку Тибр. Близнюків викинуло на сушу і вони були знайдені вовчицею, яка їх вигодувала. Пізніше їхня матір була врятована річковим богом Тиберіном, який одружився з нею. Ромул і Рем заснували Рим і повалили Амулія, повернувши свого діда Нумітора на посаду короля Альба-Лонги.

## Амулій в античних творах
Діонісій Галікарнаський, грецький історик і бібліотекар, у першому столітті до нашої ери описував історію Амуля. Він писав, що батько Амулія, цар Прок, пропонував трон Нумітору, але Амулій скинув його. Боючись загрози для свого правління, король вбив сина Нумітора Егеста, звинувачуючи в цьому злодіїв. Правда про злочин була відома декотрим, зокрема Нумітору, який вдавав невігластво. Потім Амулій призначив дочку Нумітора в жрицю-весталку, де її обітниця цнотливості не дозволила б їй народжувати дітей. Незважаючи на це, через кілька років вона завагітніла, стверджуючи, що була зґвалтована .
В одному з джерел сам Амулій (у повному обладунку, щоб приховати свою особу) здійснює згвалтування. Іллія приховувала свою вагітність, виправдовуючись хворобою, щоб уникнути виконання вестальських обов'язків. Але Амулій був підозрілим і найняв лікарів і свою власну дружину, щоб спостерігати за ознаками вагітності. Коли він дізнався правду, то поставив її під озброєну охорону. Після того як його повідомили про народження Ромула і Рема, Амулій підозрював, що вона насправді народила трійню, а третя дитина була прихована від охоронців. Іллія або була вбита, або до кінця життя таємно була прихована в темниці.
Посилаючись на Фабія Піктора, Цинція, Катона і Пізона, Діонісій пише, що цар наказав кинути близнюків у Тибр. Коли його слуги прибули на берег річки, висока вода не дозволила дістатися до потоку. Тому вони залишили кошик з близнюками в басейні зі стоячою водою на місці Румінальської смоківниці. Після того, як води Тибру забрали близнюків, їхній кошик перекинувся об камінь і вони впали в мул. Це сталося там, де вовчиця знайшла їх і вигодувала перед своїм лігвом (Луперкаль). Потім слуга Амулія Фаустул забрав хлопців додому і разом з дружиною виховував їх. Пізніше, цитуючи розповідь Фабія про повалення Амулія, Плутарх стверджує, що Фаустул врятував кошик, в якому хлопці перекинулися.
За словами Фабія, коли близнюкам було 18, вони втягнулися в жорстоку суперечку з деякими пастухами Нумітора. У помсту Рем був заманений у засідку і схоплений, а Ромул був деінде. За версією Елія Туберо, близнюки брали участь у святах Луперкалій, де вимагалося бігти голими через село. Отож, коли Рем був таким чином беззахисний, його забрали в полон озброєні люди Нумітора.
Зібравши найсильніших пастухів, щоб допомогти йому звільнити Рема, Ромул поспішно вирушив до Альба-Лонги. Щоб уникнути трагедії, Фаустул перехопив його і розкрив правду про походження близнюків. Дізнавшись, що Нумітор його родич, Ромул замість цього звернув увагу на Амулія. Він разом із рештою односельчанами вирушив до міста малими групами, щоб охорона не помітила їхнього прибуття. В той час, після того як Амулій передав Рема Нумітору, щоб визначити йому покарання, колишній цар розповів про його походження і з нетерпінням приєднався до нього у їхніх зусиллях повалити Амулія. Коли до них приєднався Ромул, вони почали планувати свій наступний крок.
Фаустул був спійманий альбанськими охоронцями, які намагаються забрати кошик з немовлятами-близнюками до міста, і його привели до Амулія, де розкрилося, що це ніхто інший, як слуга, який багато років тому відвів хлопців з річки. Амулій розпитав Фаустула про ті події та вдав ніби не хоче шкодити близнюкам. Фаустул, намагаючись захистити Ромула та Рема та втекти з лап царя, стверджував, що приніс кошик ув'язненій Іллії на прохання близнюків і що вони в цей момент пасли свою отару в горах.
Амулій послав Фаустула та ще кількох чоловіків щоб знайти хлопців. Далі він спробував обманом змусити Нумітора прийти до палацу, щоб колишній король міг бути під охороною, доки ситуація не вирішиться. На жаль для царя, коли чоловік, якого він послав, щоб заманити Нумітора в свої лапи, прибув до дому скинутого царя, він зрадив Амулія і розкрив усе, що сталося в палаці.
Близнюки та їхній дід повели своїх спільних прихильників до палацу, вбили Амулія і заволоділи містом.